# Юсов Федір Сергійович
Юсов Федір Сергійович (* 13 травня 1915, станиця Курганна Краснодарського краю — 12 квітня 1998, м. Харків) — художник, учасник німецько-радянської війни.
Закінчив Пермське художнє училище (1936—1939) та ХДХІ (1946—1952), де навчався у П.Котова, О.Кокеля, Є.Світличного. Член Харківської організації Спілки художників України з 1965. Учасник республіканських, всесоюзних, міжнародних і зарубіжних виставок з 1958. Персональні виставки: м. Мерефа (Харківська обл.) — 1985; Харків — 1980, 1985. Працював художником Харківського художньо-виробничого комбінату при ХО СХУ (1952—1968; 1972—1996), головним художником Дніпропетровської області (1968—1972).
Тематичні картини «Шахтарі» (1957), «Вийшли на пласт» (1960); портрети; монументально-декоративне мозаїчне пано для інтер'єру сумського ринку та фоє кінотеатру «Київ» у Харкові (1964—1965, спільно з ін.). Рельєфи на тему «Дніпропетровщина» (1970) та ін.